# فرودگاه فورت مک‌کی/فایربگ
فرودگاه فورت مک‌کی/فایربگ (به انگلیسی: Fort MacKay/Firebag Aerodrome) یک فرودگاه خصوصی با کد یاتا YFI است که یک باند فرود آسفالت دارد و طول باند آن ۲۱۰۰ متر است. این فرودگاه در کشور کانادا قرار دارد و در ارتفاع ۵۳۷ متری از سطح دریا واقع شده‌است.

## شرکت‌های هواپیمایی و مقصدهای پروازی
| شرکت‌های هواپیمایی    | مقصدهای پروازی                                                            |
| -------------------- | ------------------------------------------------------------------------- |
| Air North            | Private charter: کالگری، ادمونتون                                         |
| Central Mountain Air | Private charter: کالگری، ادمونتون                                         |
| Canadian North       | Private charter: کالگری، ادمونتون                                         |
| سانکور انرژی         | Private charter: کالگری، ادمونتون، Fort McMurray، ساسکاتون جان گ. دیفنبکر |